# Ramallo (partido)
Pour les articles homonymes, voir Ramallo (homonymie).
Ramallo est un partido (arrondissement) de la province de Buenos Aires fondé en 1864 dont la capitale est Ramallo.

## Villes et localités
- Pérez Millán
- Ramallo, chef-lieu
- Villa Ramallo